# Gilbert Barrette
Pour l’article homonyme, voir Barrette.
Gilbert Barrette B.A. (né le 29 mai 1941) est un administrateur scolaire et homme politique fédéral du Québec.

## Biographie
Né à Saint-Eugène-de-Guigues, M. Barrette devint député du Parti libéral du Canada dans la circonscription fédérale de Témiscamingue lors de l'élection partielle déclenchée après la démission du député sortant Pierre Brien en 2003. Il fut défait dans Abitibi—Témiscamingue en 2004 et en 2008 par le bloquiste Marc Lemay.